# Treated Floor Area
La Treated Floor Area (TFA) correspond à la surface intérieure nette d'un bâtiment. Elle a été définie spécialement pour permettre la comparaison de bâtiment issus de différents pays dans le cadre du projet CEPHEUS.

## Définition
Traduite de :
La surface de référence pour l’énergie, aussi appelée Treated Floor Area (TFA) est le nombre le plus important dans le bilan énergétique puisque tous les apports et les pertes, y compris le bilan final, vont y faire référence. Comparer des consommations d’énergie de chauffage et des données similaires issues d’autres projets n’a pas de sens si la TFA n’a pas été calculée de la même manière. Ceci est particulièrement vrai pour des projets issus de pays différents puisque les modes de calcul des surfaces habitées diffèrent considérablement d’un pays à l’autre. La procédure de calcul suivante est basée sur la deuxième ordonnance allemande (II. Berechnungsverordnung) pour le calcul de la surface habitée. Elle a été simplifiée sur quelques points et a été adaptée aux exigences du bilan énergétique.
1. Avant de calculer la TFA, l’enveloppe thermique [Note 1] doit être définie. Seules les surfaces intérieures à l’enveloppe thermique sont considérées dans la TFA.
  1. La TFA d’une unité d’habitation ou d’une maison est la somme des surfaces de plancher des pièces habitées [Note 2] qui la composent.
  2. Pour les celliers, pièces de service etc. situés à l’intérieur de l’unité d’habitation mais non considérées comme des pièces habitées, la moitié de la surface est prise en compte.
2. Calcul de la surface de plancher
  1. Généralement, la surface de plancher d’une pièce est calculée à partir des dimensions intérieures du bâtiment fini. Pour simplifier, les dimensions extérieures de la structure du bâtiment peuvent être utilisées ; dans ce cas, pour des murs avec du plâtre de 15 mm, le plâtre doit être pris en compte.
  2. Les dimensions du bâtiment fini sont les dimensions entre parois sans tenir compte des revêtements intérieurs, des plinthes, des poêles, des radiateurs, etc.
3. Les cheminées, piliers, colonnes, supports, etc. de moins de 0,1 m^2 ne sont pas déduits de la TFA.
4. L’embrasure des portes et des fenêtres n’est pas prise en compte.
5. Inclinaisons
  1. Les parties de pièces d’une hauteur supérieure à 2 mètres sont prises en compte avec leur surface totale.
  2. Les parties de pièces d’une hauteur supérieure à 1 mètre et inférieures à 2 mètres sont prises en compte avec 50 % de leur surface totale.
  3. Les parties de pièces d’une hauteur inférieure à 1 mètre ne sont pas prises en compte.

## Usage
La TFA est la surface de référence du label Passivhaus